# Ник Сполдинг
Ник Сполдинг (на английски: Nick Spalding) е английски писател на произведения в жанра сатиричен роман и фентъзи.

## Биография и творчество
Ник Сполдинг е роден през 1973 г. в Саутхамптън, Англия.
След дипломирането си работи в отдела за връзки с обществеността на полицията.
Първият му хумористичен роман „Life... with No Breaks“ от поредицата „Любов и живот“ е публикуван през 2010 г. Книгата става бестселър и го прави известен.
С над 400 хил. продадени електронни книги писателят е сред десетте най-продавани автори в Интернет.
Ник Сполдинг живее със семейството си в южната част на Англия.

## Произведения

### Самостоятелни романи
- Fat Chance (2014)
- Bricking It (2015)
- Mad Love (2016)

### Серия „Любов и живот“ (Love and Life)
1. Life... with No Breaks (2010)
2. Life... On A High (2011)
3. Love... From Both Sides (2012)
Интимен наръчник за блогъри, изд.: ИК „Ера“, София (2013), прев. Емилия Карастойчева
4. Love... And Sleepless Nights (2012)
5. Love...Under Different Skies (2013)
6. Love... Among The Stars (2015)

### Серия „Крайъгълен камък“ (Cornerstone)
1. The Cornerstone (2012)
2. Wordsmith (2013)

### Новели
- Blue Christmas Balls (2013)
- Buzzing Easter Bunnies (2014)

### Сборници
- Spalding's Scary Shorts (2013)